# Unconquered (film 1917)
Unconquered è un film muto del 1917 diretto da Frank Reicher. Il titolo originale della storia di Beatrice DeMille e Leighton Osmun era The Conflict. Prodotto dalla Jesse L. Lasky Feature Play Company, aveva come interpreti Fannie Ward, Jack Dean, Hobart Bosworth, Tully Marshall.

## Trama
La signora Jackson sopporta la crudeltà di suo marito Henry per amore del figlio Billy. Jackson, oltretutto, è così insensibile che invita nella loro casa in Florida la sua amante, la signora Lenning. Sebbene lui desideri divorziare, vuole anche ottenere la custodia di Billy e, per procurarsela, non ha scrupoli e approfitta dell'amicizia che si instaura tra sua moglie e Richard Darcier per farli cadere in trappola: sorpresi i due in una situazione compromettente, chiede il divorzio, vincendo così anche la custodia di suo figlio. Nel frattempo, Juke, il custode di Jackson, un seguace dei riti voodoo, rapisce il piccolo Billy, intendendo offrirlo come vittima sacrificale durante una cerimonia religioso. La signora Jackson, spinta dal suo amore di madre, riesce a trovare la caverna dove deve officiarsi il rito e, disperata, offre la propria vita in cambio di quella del figlio. I due saranno salvati dall'intervento di Jackson che giunge in tempo con una squadra di salvataggio. Rendendosi conto dell'amore che lega la moglie al bambino, rinuncia a tenerlo con sé e glielo restituisce. La signora Jackson sposa Dacier e la famiglia inizia insieme una nuova vita.

## Produzione
Il film fu prodotto dalla Jesse L. Lasky Feature Play Company.

## Distribuzione
Il copyright del film, richiesto dalla Jesse L. Lasky Feature Play Co., fu registrato il 12 maggio 1917 con il numero LP10756.
Distribuito dalla Paramount Pictures, il film uscì nelle sale statunitensi il 31 maggio 1917. In Francia, fu distribuito il 13 giugno 1920 con il titolo Un coeur de mère; in Portogallo, dove uscì il 1º aprile 1921, prese il titolo Abnegação.
Non si conoscono copie ancora esistenti della pellicola che viene considerata presumibilmente perduta.